# Полтавська область
Полта́вська о́бласть (Полтавщина) — область у центрі України. Утворена 22 вересня 1937 року. Розташована у середній частині Лівобережної України і, частково, на Правобережній Україні. Більша частина області лежить у межах Придніпровської низовини та Полтавської рівнини. Обласний центр — місто Полтава
Площа — 28 748 км² (4,76 % території України), населення — 1 466 786 осіб (1 лютого 2013, 3,22 % мешканців України). Область налічує 4 райони та 16 міст, з яких шість — Гадяч, Горішні Плавні, Кременчук, Лубни, Миргород та Полтава — обласного підпорядкування.
До найважливіших галузей господарства області належать сільське господарство та промисловість (зокрема харчова, легка, машинобудівна і інші).

## Географія

### Географічне розташування
Полтавська область — 6-та серед областей України за площею. На півночі межує з Чернігівською та Сумською, на сході з Харківською, на півдні з Дніпропетровською та Кіровоградською, на заході з Київською та Черкаською областями України.
Полтавська область займає площу 28,7 тис. км², що становить 4,8 % території України. За цим показником займає 6-те місце серед інших регіонів України. Протяжність території з півночі на південь 213,5 км, а із заходу на схід 245 км.
Крайня північна точка області — за 3,3 км на північ від села Білогорілка — розташована в Лохвицькому районі з координатами 50°31′06″ пн. ш. 33°03′56″ сх. д. / 50.518343° пн. ш. 33.065454° сх. д.. Крайня південна точка — лівий берег Кам'янського водосховища, в Кобеляцькому районі з координатами 48°45′02″ пн. ш. 34°17′52″ сх. д. / 48.750689° пн. ш. 34.297876° сх. д.. Крайня західна точка — за 1 км від села Смотрики — розташована в Пирятинському районі з координатами 50°17′00″ пн. ш. 32°05′24″ сх. д. / 50.283232° пн. ш. 32.089971° сх. д.. Крайня східна точка — за 1,5 км від селища Шевченка Карлівського району має координати 49°30′24″ пн. ш. 35°28′43″ сх. д. / 49.506532° пн. ш. 35.478676° сх. д.

### Рельєф та водойми
Основна геологічна структура, в межах якої розташована область,— Дніпровсько-Донецька западина та її схили.
Рельєф області рівнинний. Полтавська область лежить в межах Полтавської рівнини, Придніпровської низовини та Придніпровській рівнині (невелика частина території на лівому березі Дніпра).

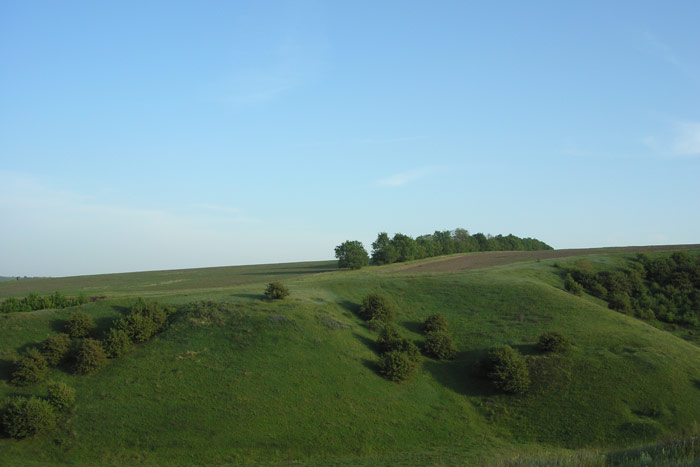
Деївська гора — найвища точка Придніпровської височини

Поверхня має загальний нахил з півночі-північного сходу на південь-південний захід. Максимальна абсолютна відмітка рельєфу (202,6 м) на лівобережжі області розташована за 5 км на захід від Опішні. На правобережній Придніпровській височині найвища точка поверхні 204,4 м (вершина горба Деївської гори, що розташована за 4 км на південь від Крюківського району Кременчука). Найнижча точка поверхні Полтавщини — 64 м — берег Кам'янського водосховища.
На території Полтавської області налічується 146 річок (водотоків довжиною понад 10 км) загальною довжиною 5 100 км. Серед них:
- дві великі (понад 500 км) — Дніпро і Псел
- одинадцять середніх (довжиною 101—500 км) — Ворскла, Сула, Оріль, Удай, Многа, Хорол, Лохвиця, Оржиця, Мерла, Орчик, Коломак
- 135 малих річок (100 км і менше)
- 124 озера з площею водного дзеркала понад 0,1 км² (загальною площею 676 га і загальним об'ємом води 76 млн м³).
- приблизно 1600 струмків.[7]

Середня густота річкової мережі 0,27 км/км². Найбільш розвинута річкова мережа в басейнах Псла і Хоролу — (0,4 км/км²). Найменший показник — 0,17 км/км² — в басейні Оржиці.
На півдні та південному заході область омивають води Кременчуцького та Кам'янського водосховищ.

### Клімат
Клімат визначається розташуванням у помірному кліматичному поясі, тип — помірно-континентальний. Середня температура січня — −3,7 °C, липня — +21,4 °C, кількість опадів становить 480—580 мм/рік, що випадають переважно влітку у вигляді дощів.
Близько 2/3 кількості днів у році панує континентальний підтип повітряних мас із суходолу Євразії, 1/3 днів — морський підтип повітряних мас із північної та центральної Атлантики та внутрішніх морів — Середземного, Чорного, Азовського.

### Флора і фауна
Флора Полтавської області нараховує близько 2 тисяч видів різних систематичних груп рослин. Серед видів місцевої флори близько 1500 видів рослин з відділу покритонасінних, 3 види голонасінних, 16 видів папоротеподібних, 9 видів хвощів, 3 види плаунів, а також по 160 видів мохів і лишайників.
Область належить до лісодефіцитних областей України. Лісистість її території разом з чагарниками і лісосмугами на початку XXI століття становить 9,55 % (274,6 тисяч гектарів). Середня лісистість України становить понад 15 %; світу — 29 %. На території області основними типами лісів є широколистяні дубові (діброви) і хвойні соснові (бори).
До 2020 року на Полтавщині було всього 25 лісогосподарств. Після адміністративно-територіального поділу в рамках децентралізації в  області утворено 4 укрупнені райони та 4 лісогосподарства: у місті Гадяч, Кременчуці, Миргороді та у Полтаві.
Природно-рекреаційний потенціал складають у тому числі:
- Гадяч — кліматичний курорт лісової зони, розташований на березі річки Псел;
- Ліщинівка — лісовий кліматичний курорт, розташований на березі річки Ворскла;
- Миргород — рівнинний бальнеологічний і грязьовий курорт лісостепової зони.

Об'єкти природно-заповідного фонду:
- 46 заказників, у тому числі 11 державного значення;
- 92 пам'ятки природи, серед яких — 1 державного значення;
- Устимівський дендропарк (Устимівка);
- 20 парків — пам'яток садово-паркового мистецтва, з них 4 — державного значення;
- 10 заповідних урочищ.

## Історія
У часи Київської Русі Полтавщина була далекою периферією Переяславського князівства і тільки в її західній частині у Х — ХІІІ ст. існувала Посульська оборонна лінія з містом — фортецею Воїнь у гирлі р. Сули, збудованим для охорони кордонів і торговельних шляхів. На кінець ХІІ ст. у межах сучасної області існувало кілька міст, які першими потерпіли від навали монголо-татарських орд хана Батия в 1238—1241 рр. Переяславська земля більш ніж сторіччя стає васалом Золотої Орди, а з 1362 р. потрапляє під владу Великого князівства Литовського. Після об'єднання Польщі і Литви в 1569 р. у Річ Посполиту Полтавщина була її далекою і найменш заселеною східною окраїною. На території Полтавщини утворились великі феодальні володіння, зокрема польського магната Яреми Вишневецького. Населення Полтавщини брало активну участь в антипольських повстаннях кінця ХVІ — першої половини ХVІІ ст. та Національній революції ХVІІ ст. На території сучасної області формувалися полки і сотні.

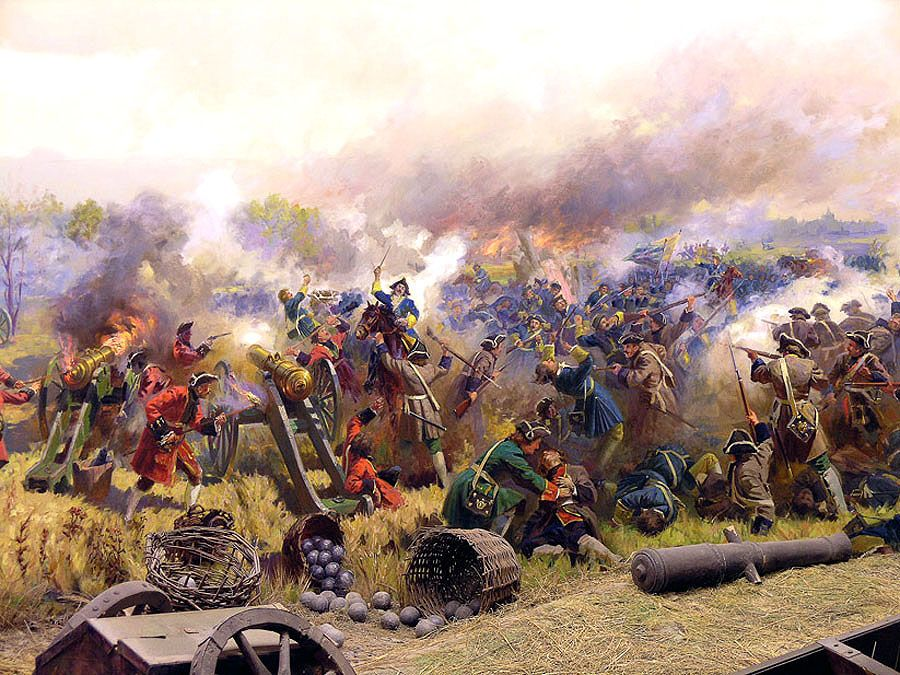
Битва під Полтавою

Після смерті Богдана Хмельницького (1657 р.) на теренах краю точилася боротьба між гетьманом Виговським (навесні 1658 р. уклав з Річчю Посполитою Гадяцький договір), і тими, хто відстоював союз з Росією (опозицію проти Виговського очолили полтавський полковник Мартин Пушкар і кошовий Запорізької Січі Яків Барабаш).
Після Андрусівського перемир'я (1667 р.), згодом підтвердженого «Вічним миром» (1686 р.), Лівобережна Україна (в тому числі й Полтавський край)  три сторіччя входили до складу Російської імперії. Під час Північної Війни Полтавщина була одним з місць вирішальних битв між Росією і Швецією. У битві під Полтавою 27 червня 1709 р. російські війська здобули перемогу над армією Карла XII, перекресливши тим самим плани гетьмана Мазепи на визволення з під царської влади.
Після ліквідації української автономії — Гетьманщини — на початку 1780-х років упродовж двох десятиліть у межах Полтавщини відбулася ціла низка територіально-адміністративних перетворень. На початку ХІХ ст. Малоросійська губернія була ліквідована і натомість утворені Полтавська та Чернігівська губернії. Полтавська губернія створена 1802 р. і існувала до початку 1920-х років.

У 1917—1919 рр. точилася боротьба за край між військами українських урядів і більшовиками. Влада в Полтаві декілька разів переходила із рук в руки і наприкінці 1919 р. закріпилася влада більшовиків. 

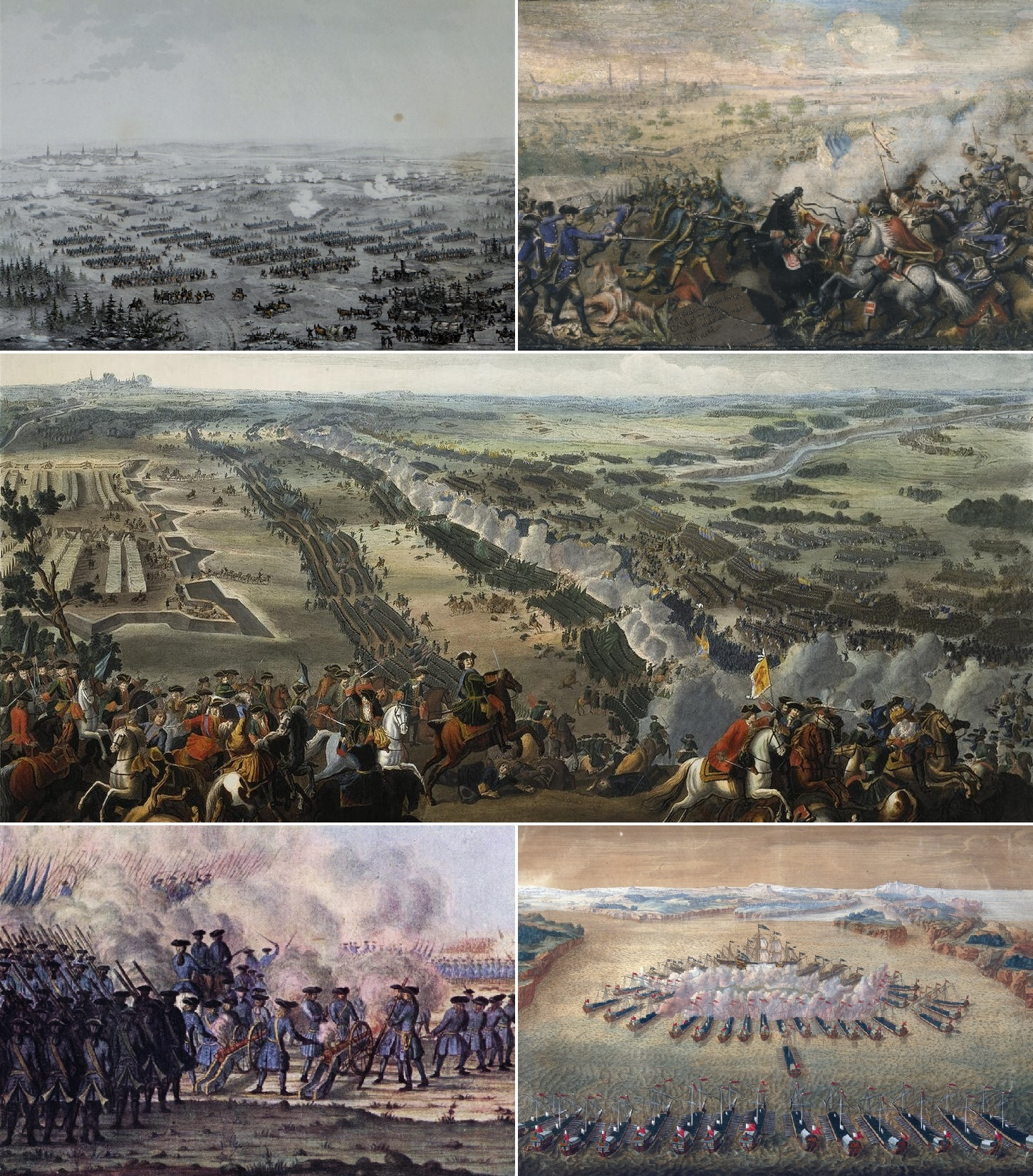
Російсько-шведська війна на теренах Полтавщини

До початку XX століття Полтавщина залишалася аграрною губернією з великим поміщицьким землеволодінням. 3 червня 1925 Полтавська губернія ліквідована. Зі зміною влади та політичного устрою Полтавщина втратила Золотоніську, Прилуцьку, Переяславську, Роменську та Костянтиноградську землі.
|                                                     |  |  |
| Ювілейна монета НБУ, присвячена Полтавській області |  |  |

22 вересня 1937 року утворена Полтавська область у складі 45 районів та двох міст. У 1937 році на території Полтавської області діяло 224 промислові підприємства та 312 кооперативних промислових артілей. На початок 1938 року в області нараховувалося 2 727 колгоспів, за якими було закріплено 3238,7 тисяч гектарів орних земель.
Під час нацистської окупації у роки німецько-радянської війни (вересень-жовтень 1941 року — вересень-листопад 1943 року) територія Полтавської області входила до райхскомісаріату «Україна», її було включено до генеральної округи Київ, що складалася з 26 ґебітів. Полтавщина була поділена на 12 ґебітів.
Після вигнання з території Полтавщини нацистських окупантів вона і далі залишалася поділеною на 44 довоєнні сільські райони.
У 1957 році були ліквідовані Петрівсько-Роменський та Покровсько-Багачанський райони.
У 1962 році після укрупнення сільських районів залишилось 14 районів (таким чином скасовувались 20 районів).
У 1965 році деякі з них були відновлені до 19;
у 1966 році відновилось ще 6 районів.

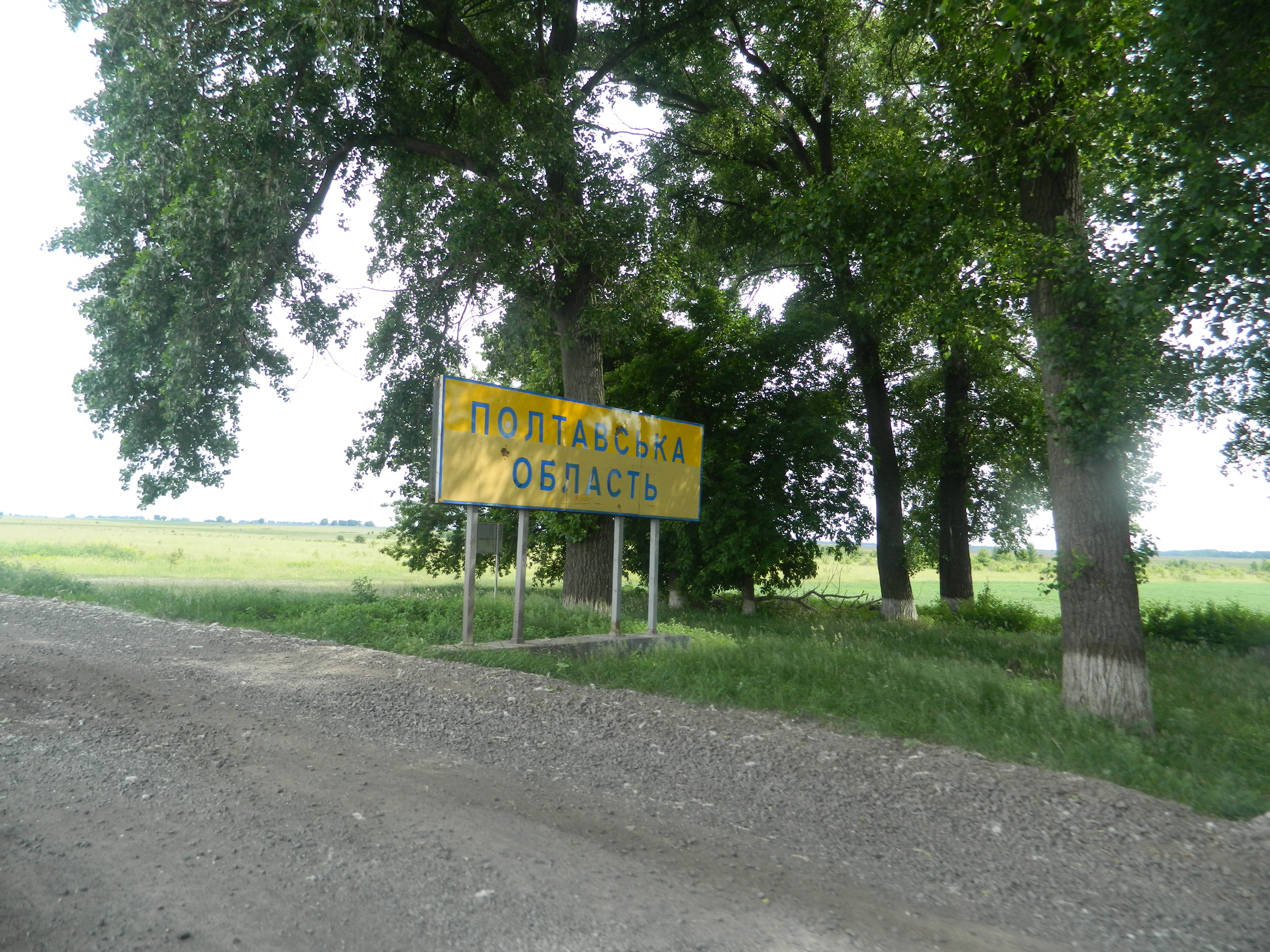
Полтавська область.

Після численних змін меж на 1 січня 1968 року область поділялася на 25 районів. У її межах було 12 міст (2 обласного підпорядкування та 10 районного), 18 селищ міського типу, 3 робітничі селища та 2 224 сільські населених пункти.
За Всесоюзним переписом 1989 року усього населення в області нараховувалося 1 753 030 осіб.
17 липня 2020 року були ліквідовані Пирятинський, Гребінківський, Оржицький, Хорольський, Чорнухинський, Лохвицький, Гадяцький, Котелевський, Шишацький, Семенівський, Глобинський, Козельщинський, Новосанжарський, Машівський, Кобеляцький, Диканський, Решетилівський, Великобагачанський, Чутівський, Зіньківський та Карлівський райони. Їхня територія ввійшла до складу укрупнених Лубенського, Полтавського, Миргородського та Кременчуцького районів.
1 лютого 2025 року в Полтавській області стався землетрус магнітудою 3,67 за шкалою Ріхтера .

## Органи влади
Державну виконавчу владу в області представляє Полтавська обласна державна адміністрація, самоврядування — Полтавська обласна рада.

## Адміністративно-територіальний устрій

### Загальна інформація
Адміністративний центр області — місто Полтава.
У складі області:
- районів — 4;
- районів у містах — 5.

У системі місцевого самоврядування:
- територіальних громад — 60.

### Райони
| № | Назва         | Адміністративний центр | Адміністративний устрій |
| - | ------------- | ---------------------- | ----------------------- |
| 1 | Кременчуцький | місто Кременчук        | Адміністративний устрій |
| 2 | Лубенський    | місто Лубни            | Адміністративний устрій |
| 3 | Миргородський | місто Миргород         | Адміністративний устрій |
| 4 | Полтавський   | місто Полтава          | Адміністративний устрій |

### Райони у містах
| № | Район          | Входження       |
| - | -------------- | --------------- |
| 1 | Автозаводський | місто Кременчук |
| 2 | Крюківський    | місто Кременчук |
| 3 | Київський      | місто Полтава   |
| 4 | Подільський    | місто Полтава   |
| 5 | Шевченківський | місто Полтава   |

### Міста обласного значення (до 2020 року)
- Гадяч
- Горішні Плавні
- Кременчук
- Лубни
- Миргород
- Полтава

### Міста районного значення (до 2020 року)
| №  | Місто       | Входження            |
| -- | ----------- | -------------------- |
| 1  | Глобине     | Глобинський район    |
| 2  | Гребінка    | Гребінківський район |
| 3  | Зіньків     | Зіньківський район   |
| 4  | Карлівка    | Карлівський район    |
| 5  | Кобеляки    | Кобеляцький район    |
| 6  | Лохвиця     | Лохвицький район     |
| 7  | Пирятин     | Пирятинський район   |
| 8  | Хорол       | Хорольський район    |
| 9  | Заводське   | Лохвицький район     |
| 10 | Решетилівка | Решетилівський район |

## Демографія

### За даними перепису 2001
За підсумками Всеукраїнського перепису населення 2001 року всього по Полтавській області нараховувалося 1 630,1 тисяч мешканців, зокрема міського населення — 956,7 тисяч осіб (58,7 %), сільського — 673,4 тисяч осіб (41,3 %), чоловіків — 747,4 тисяч осіб (45,9 %), жінок — 882,6 тисяч (54,1 %). Жінок на 1000 чоловіків припадало 1181.
У п'яти містах області населення становило:
- Полтава всього 318 тисяч, із них чоловіків — 147,4 тисяч, жінок — 170,6 тисяч.
- Кременчук населення 234 тисяч, у тому числі чоловіків — 108,1 тисяч, жінок — 125,9 тисяч.
- Горішні Плавні із населеними пунктами, підпорядкованими міськраді, — 54,3 тисяч осіб, у тому числі міського 51,7 тисяч, сільського — 2,6 тисяч, чоловіків — 25,4 тисяч, жінок — 28,9 тисяч.
- Лубни 52,6 тисяч населення, із них чоловіків — 23,9 тисяч, жінок — 28,7 тисяч.
- Миргород — 42,9 тисяч жителів, із них чоловіків — 19,9 тисяч, жінок — 23 тисяч осіб.

Національний склад населення Полтавської області станом на 2001 рік
| №  | Національність | Кількість осіб | %        |
| -- | -------------- | -------------- | -------- |
| 1  | Українці       | 1 481 167      | 91,36 %  |
| 2  | Росіяни        | 117 071        | 7,22 %   |
| 3  | Білоруси       | 6 309          | 0,39 %   |
| 4  | Вірмени        | 2 678          | 0,17 %   |
| 5  | Молдовани      | 2 562          | 0,16 %   |
| 6  | Євреї          | 1 843          | 0,11 %   |
| 7  | Азербайджанці  | 1 203          | 0,07 %   |
| 8  | Цигани         | 956            | 0,06 %   |
| 9  | Татари         | 819            | 0,05 %   |
| 10 | Поляки         | 813            | 0,05 %   |
| 11 | Інші           | 5 786          | 0,36 %   |
|    | Разом          | 1 621 207      | 100,00 % |

### Сьогодення
За кількістю населення Полтавщина займає 11 місце серед областей України і на її території на 1 січня 2011 року чисельність наявного населення становила 1487,8 тисяч осіб. Упродовж 2010 року чисельність населення зменшилась на 11,8 тисяч осіб, або на 7,9 особи у розрахунку на 1000 наявного населення. Чисельність населення зменшилась виключно за рахунок природного скорочення (11,9 тисяч осіб), водночас зафіксовано міграційний приріст населення (47 осіб).
Порівняно з 2009 роком, обсяг природного скорочення зменшився на 189 осіб, а його інтенсивність залишилася на тому ж рівні і становила 8,0 ‰.
Народжуваність у 2010 році зменшилась, порівняно з 2009 роком, з 9,8 до 9,5 живонароджених у розрахунку на 1000 наявного населення, а смертність — з 17,8 до 17,5 ‰.
Серед тих, хто прибули у Полтавську область на постійне місце проживання з-за кордону України, колишні мешканці країн СНД становили 85,0 %, інших країн — 15,0 %. Серед вибулих переважна більшість також прямувала у країни СНД — 62,1 %, тоді як в інші країни — 37,9 %.
Національний склад населення однорідний, українців близько 90 %. Густота населення 60 осіб/км² Приблизно 1000 тисяч осіб населення області — це жителі міст.
Вікова структура і міського, і сільського населення області характеризується старінням. Жіноче населення переважає над чоловічим.

### Релігія
За кількістю зареєстрованих релігійних громад у Полтавській області нараховується 487 представників Української православної церкви Московського Патріархату, 211 громад — Київського Патріархату і 23 –Автокефальної церкви.

## Злочинність
Рівень злочинності за 2012 рік на 10 тисяч населення складає 86,0 злочинів, з них 29,2 тяжких та особливо тяжких.

## Проблеми
Однією із проблем краю є конфлікти, пов'язані з газовидобувними кампаніями, діяльність котрих завдає шкоди екології. Окрім того, попри одні з найбільші запасів природного газу в країні, прибуток від галузі осідає у кишенях немісцевих олігархів та держбюджеті, не приносячи належної користі області.

## Економіка

### Промисловість

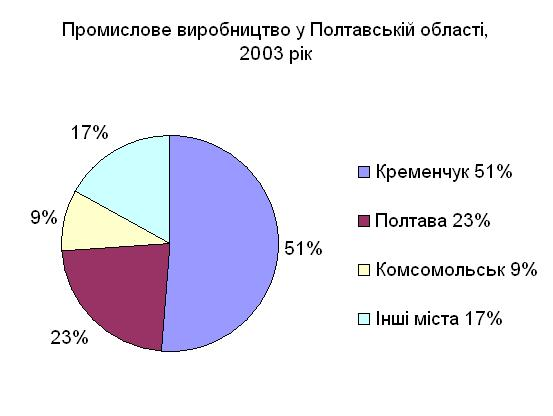
Економіка за містами

Більшість найманих працівників зайнято в переробній та добувній промисловості.
У структурі промислового виробництва регіону найбільшу питому вагу мають паливна, харчова промисловості, машинобудування і чорна металургія. У структурі виробництва товарів народного споживання частка продовольчих товарів становить 77 %. Загалом у регіоні на самостійному балансі перебувають 374 промислових підприємства, окрім того, функціонує 618 малих промислових підприємств.

### Сільське господарство

#### Рослинництво
У сільськогосподарському виробництві області в 2006 році 66,4 % прибутків дало рослинництво, провідними галузями якого є виробництво зернових культур, цукрового буряка, соняшника. Середня урожайність зернових на Полтавщині у 2006 році становила 27,3 ц/га. Провідна зернова культура — озима пшениця.
Питома вага цукрових буряків у структурі посівних площ в середньому по області становить 5,1 %. Валовий збір цукрового буряка в 2006 році склав 2 364 тисячі тон, а середня врожайність становила 294,8 ц/га.
Середня врожайність соняшнику в Полтавській області становить 15,7 ц/га, а валовий збір — 264 тисяч тон (2006 рік).
Важливою галуззю рослинництва Полтавщини є картоплярство та овочівництво. У порівнянні з іншими культурами, рівень розвитку цієї галузі дещо нижчий. Більша частина виробництва картоплі припадає на приватний сектор та фермерські господарства; її врожайність становить 152 ц/га. У 2006 році в області в усіх категоріях господарств вироблено 1696 тон картоплі. Виробництво овочів протягом року становить в середньому 5570 тисяч тон, а середня врожайність становить 189 ц/га.

#### Тваринництво
Основними галузями тваринництва Полтавської області є скотарство, свинарство, птахівництво. Крім того, в області набули поширення кролівництво, конярство, бджільництво, хутрове звірівництво, ставкове рибництво.
Скотарство дає понад 42 % вартості всієї сільськогосподарської продукції області і понад 76 % товарної продукції тваринництва.
Свинарство — друга важлива галузь тваринництва, яка дає понад 35 % обласного виробництва м'яса, крім того — сало, шкіру та щетину. Завдяки скоростиглості, плодовитості, високій окупності кормів, порівняно високій забійній вазі м'яса, свинарство поширене в усіх низових адміністративних районах області.
Конярство, як і вівчарство, відіграє другорядне значення. Конезаводи та конеферми є в Пирятинському, Миргородському, Чутівському районах, однак розвиток цієї галузі на Полтавщині в останні роки значно знизився.
Птахівництво — найбільш скоростигла галузь тваринництва, що дає яйця м'ясо, пух та пір'я. В області діє понад 30 спеціалізованих господарств по виробництву продукції птахівництва.
Ставкове рибництво — додаткова високопродуктивна галузь сільського господарства Полтавщини. В області налічується понад 1100 ставків, з яких для товарного рибництва придатні 2,5 тис. га.
Бджільництво — традиційна галузь сільського господарства Полтавщини, що дає цінні високоприбуткові продукти: мед, віск, бджолину отруту, квітковий пилок, маточне молочко. Негативною тенденцією в розвитку бджільництва області є зменшення за останні роки кількості бджолосімей у суспільному секторі і відповідно зниження виробництва продуктів в державних сільськогосподарських підприємствах. Разом з тим, в останні роки зростає частка приватного бджільництва.
Звірівництво в Полтавській області розвинене досить слабо.

### Транспорт

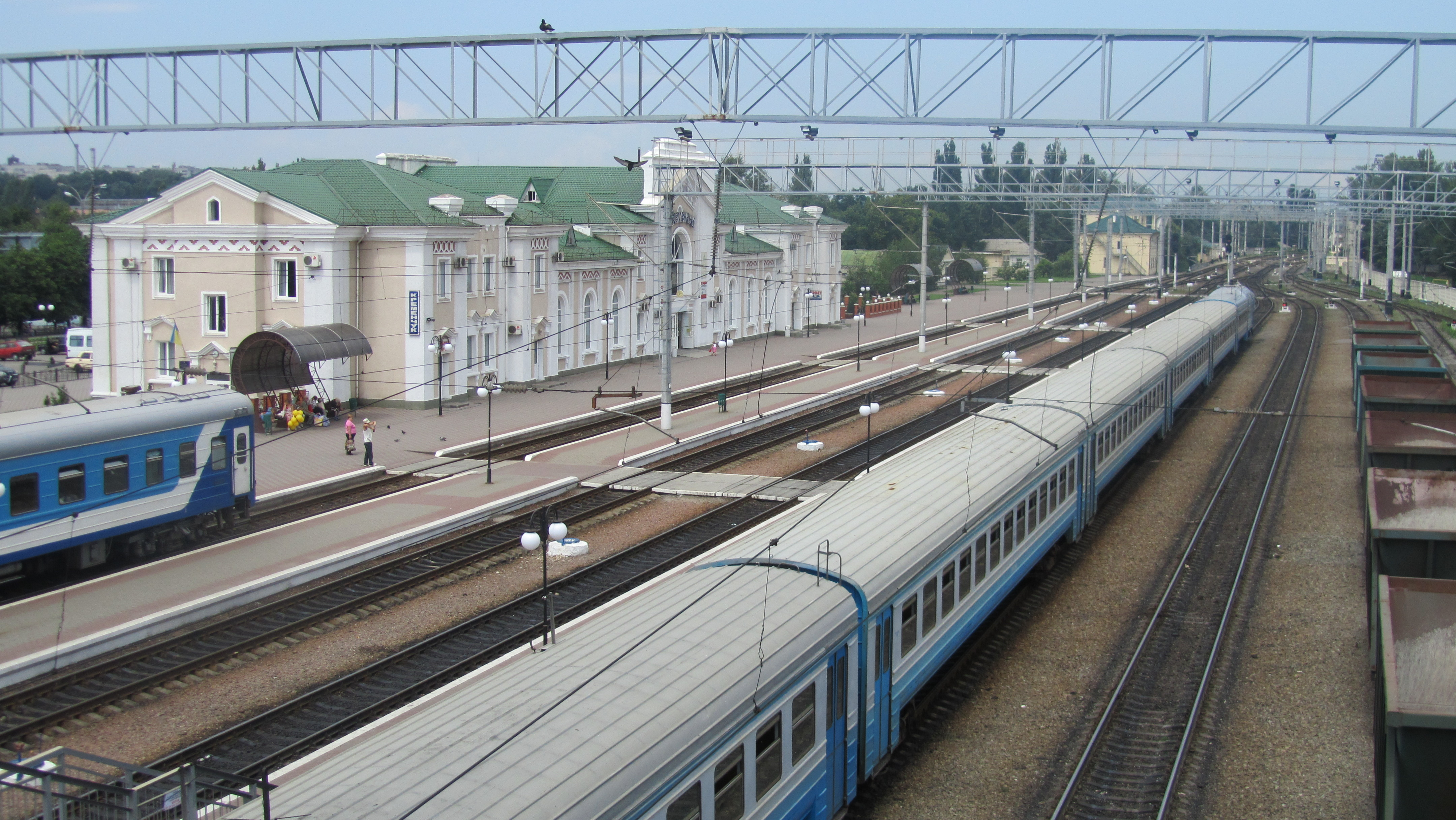
Кременчуцький залізничний вокзал

На території Полтавської області функціонують всі (за винятком морського) види транспорту — залізничний, автомобільний, річковий, трубопровідний, повітряний. Здійснюючи вантажні і пасажирські перевезення, окремі види транспорту взаємодіють між собою, формуючи транспортну систему.
Провідне місце за вантажообігом в області належить трубопровідному і залізничному транспорту (8053,3 млн. т*км), а за пасажирообігом — автомобільному (1863,9 млн пас.*км) і залізничному (1716,6 млн пас.*км).
Полтавська область відіграє значну роль у структурі транспортного комплексу України. Так, займаючи 4,8 % території України, на якій проживає лише 3,3 % населення країни, частка Полтавщини у структурі транспорту характеризується такими показниками:
- за експлуатаційною довжиною залізничних колій загального користування — 3,9 %
- за довжиною автомобільних доріг з твердим покриттям — 5,4 %
- за вантажооборотом автомобільного транспорту — 5 %.

За період з 1990 по 2006 рік спостерігається загальне зменшення перевезення вантажів (141,4 мільйонів тон у 2006 році, проти 282,6 мільйонів тон у 1990 році).
Основні залізничні вузли — Полтава, Кременчук, Гребінка, Ромодан. Велике транспортне значення має Дніпро. Річка Сула судноплавна.

### Зв'язок
На території Полтавської області основними видами зв'язку виступають:
- поштовий
- телеграфний
- міський і сільський телефонний
- телефонний міжміський (включаючи міжнародний)
- дротове мовлення
- передача і прийом телевізійних і радіопрограм
- радіозв'язок
- комп'ютерний
- мобільний

Доходи підприємств від надання послуг зв'язку у фактичних цінах постійно збільшується (1995 рік — 31,1 млн. грн, 2006 рік — 534,3 млн. грн). У структурі доходів провідне місце займає мобільний зв'язок (250,0 млн. грн та міжнародний зв'язок 106,8 млн. грн).
Аналіз надання послуг підприємствами зв'язку загального користування свідчить, що з 1990 по 2006 рік значно скоротилось відправлення газет і журналів (з 104,3 млн до 18,0 млн), листів (з 61,1 млн до 10,6 млн), телеграм (з 2,3 млн до 0,1 млн), посилок (з 1,5 млн до 0,3 млн). Поряд з тим, майже в 4 рази збільшилися обсяги надання міжміських телефонних переговорів (включаючи міжнародні) (з 20 млн в 1990 році до 82,6 млн в 2006 році).
Телефонний зв'язок загального користування Полтавської області функціонує на базі 722 автоматичних телефонних станцій (2006 рік), з яких 176 діє в міських поселеннях, а 546 — в сільських. Діє 438,6 тисяч номерів, з яких 83,8 % в міських поселеннях. В останні роки спостерігається різке підвищення кількості абонентів мобільного зв'язку (з 0,6 тисяч одиниць в 2000 році до 1516,4 тисяч одиниць в 2006 році), що в свою чергу призвело до зменшення потреб в домашніх телефонних апаратах (з 125 тисяч одиниць в 1990 році до 52 тисяч одиниць в 2006 році).

### Туризм
Найцікавіші об'єкти туризму:

Туристична Полтавщина.

- Хрестовоздвиженський жіночий монастир;
- Ансамбль Круглої площі та Монумент Слави, 1805–1811 роки, місто Полтава;
- Пам'ятник Петру І, 1849 рік;
- Тріумфальна арка, село Диканька, 1820 рік;
- Всіхсвятська церква, 1815–1821 роки;
- Мгарський монастир, неподалік міста Лубни;
- Миргородський державний керамічний технікум імені Миколи Гоголя, 1846 рік, місто Миргород — є визнаним на всю Україну центром художньої кераміки[26];
- Будинок водолікарні, 1914–1917 роки, місто Миргород;
- Школи Лохвицького земства, український архітектурний модерн, автор — Опанас Сластіон
- Спасо-Преображенська церква, село Великі Сорочинці, 1732 рік;
- Літературно-меморіальний музей Миколи Гоголя, село Великі Сорочинці;
- Великосорочинський історико-краєзнавчий музей, село Великі Сорочинці;
- Садиба і парк село Березова Рудка XVIII—XIX століття;
- Національний музей-заповідник українського гончарства в Опішному;[27]
- Фабрика художньої кераміки;
- Національний музей-заповідник Миколи Гоголя, село Великі Сорочинці;
- Державний музей-заповідник педагога Антона Макаренка, село Ковалівка;
- Меморіальний комплекс садиби філософа і поета та пам'ятник Григорія Сковороди, селище Чорнухи;
- Краєзнавчий музей (колишній будинок земства), 1903–1908 роки, місто Полтава;
- Пам'ятний знак на честь 800-річчя заснування Полтави, 1974 рік.
- Ботанічний сад Полтавського національного педагогічного університету імені Володимира Короленка

## Освіта
Загальна кількість середньо-технічних закладів освіти з роками зменшується як і кількість випускників. Так, у 2012 році діяло 42 заклади професійно-технічної освіти, які за той рік закінчили 7,4 тисячі осіб. У той час як 1995 року діяло 51 ПТУ, які того року закінчило 10,5 тисяч спеціалістів.

## ЗМІ
У області зареєстровано 29 регіональних і одна обласна дротова радіостанція.
- «Село полтавське» — обласний україномовний громадсько-політичний тижневик.

## Нематеріальна культурна спадщина
До списку нематеріальної культурної спадщини України під номером 114н.к.с. (Наказ від 16.07.2025 № 588) було додано елемент «Традиція випікання та дарування обрядових різдвяних пряників на Слобожанщині ", в який.входять традиції випікання та дарування пряників селища Котельва Полтавського району.  Цей елемент НКС України занесено до списку елементів, що потребують термінової охорони.

## Благодійна діяльність
До 1921 року в Полтаві працювала «Полтавская Общегородская больничная касса», але згодом була закрита.
Благодійна організація «Лікарняна каса Полтавщини» зареєстрована 15 квітня 2003 року; організація є неприбутковою. Кількість членів ЛК станом на 1 січня 2012 року — 28 044 осіб.
З 10 серпня 2007 року Благодійна організація «Лікарнянна каса Полтавщини» є членом Всеукраїнської громадської організації «Асоціація працівників лікарняних кас України».
За період 2004–2011 років на обстеження та лікування членів ЛК використано 19 мільйонів гривень (За 2011 рік — 4 218 000 гривень).

## Персоналії
Полтавський край рясніє блискучими постатями, які прославили не лише Полтавський край, проте й усю Україну. Значний внесок у розвиток науки і культури зробили уродженці Полтавщини:

### Літератори
- Левко Боровиковський — поет, фольклорист, етнограф, опрацьовував фольклорні сюжети, звертався до народної поетики та ритміки;
- Самійло Величко — літописець;
- Леонід Глібов — поет, байкар, видавець, громадський діяч;
- Микола Гнєдич — поет і перекладач віршів Гомера, бібліотекар Імператоської бібліотеки в Петербурзі (нині — Російська національна бібліотека);
- Микола Гоголь — прозаїк, драматург, поет, історик, фольклорист;
- Андрій Головко — письменник, критик; лауреат Шевченківської премії (1969);
- Олесь Гончар (3 квітня 1918, Ломівка — 14 липня 1995, Київ) — письменник, літературний критик, громадський діяч. Лауреат Сталінської премії (1948), перший лауреат премії імені Тараса Шевченка (9 березня 1962), голова Спілки письменників України (1959–1971), академік НАН України (1978);
- Євген Гребінка  — письменник, педагог, видавець;
- Олекса Діхтяр — письменник, перекладач і педагог.
- Юрій Дольд-Михайлик — український письменник, сценарист;
- Михайло Драгоманов — публіцист, історик, літературознавець, і громадський діяч;
- Павло Загребельний — український письменник, Герой України, лауреат Державної премії СРСР, Шевченківської премії;
- Оксана Іваненко — українська письменниця, перекладачка;
- Василь Капніст — визначний російський і український поет, драматург і громадсько-політичний діяч кінця XVIII — початку XIX століть;
- Олександр Ковінька — український письменник-гуморист;
- Яків Козельський  — письменник, філософ-просвітитель;
- Іван Котляревський  — український письменник, поет, драматург, зачинатель сучасної української літератури, громадський діяч;
- Олена Пчілка (Ольга Петрівна Косач) — українська письменниця, драматургиня, публіцистка, громадська і культурна діячка, перекладачка;
- Панас Мирний (Панас Якович Рудченко) — український прозаїк та драматург;
- Григорій Сковорода — український філософ і поет;
- Михайло Старицький — український письменник (поет, драматург, прозаїк), театральний і культурний діяч;
- Архип Тесленко — український письменник;
- Тютюнники Григір та Григорій — українські письменники;
- та інші.

### Художники, архітектори
- Володимир Боровиковський — український та російський художник-живописець, іконописець та портретист;
- Михайло Гаврилко — український художник та скульптор, військовик;
- Дмитро Дяченко — архітектор;
- Іван Зарицький — художник-прикладник, заслужений художник СРСР, член спілки художників України;
- Дмитро Левицький — російський і український живописець-портретист;
- Валентин Литвиненко (* 1908 — 1979) — український художник, графік, живописець, письменник, народний художник УРСР (1960);
- Аполлон Мокрицький — український і російський живописець і педагог;
- Леонід Позен — скульптор і художник;
- Опанас Сластіон — український маляр і графік романтично-народницького напряму, етнограф, архітектор і педагог, засновник Миргородського краєзнавчого музею;
- Микола Ярошенко — український маляр-жанрист, за військовим званням — генерал-майор.

### Композитори, музиканти
- Олександр Білаш (*6 березня 1931, Градизьк, Полтавська область—†6 травня 2003 Київ);
- Ісак Дунаєвський (*30 січня 1900, Лохвиця Полтавської губернії, (нині Полтавська область), — †25 липня 1955, Москва, СРСР);
- Микола Лисенко (*22 (10) березня 1842, Гриньки (Полтавщина) — †6 листопада (24 жовтня) 1912, Київ);
- брати Георгій та Платон Майбороди.

### Філософи, вчені
- Георгій Береговий — космонавт, двічі Герой Радянського Союзу;
- Борис Греков — академік АН СРСР;
- Олександр Данилевський — ентомолог, доктор біологічних наук, професор
- Микола Духов — учений у галузі механіки, конструктор важких танків, тричі Герой Соціалістичної Праці;
- Леонід Володимиров — український вчений-правознавець, доктор кримінального права, професор.
- брати Амос та Микита Дяченки — математики;
- Павло Житецький — український філолог;
- Анастасій Єгорович Зайкевич — агроном;
- Іван Зарецький — археолог і нумізмат;
- Микола Зарудний — український орнітолог;
- Олександр Злотін — український ентомолог, доктор біологічних наук, професор;
- Дмитро Іваненко — фізик-теоретик;
- Юрій Кондратюк (Олександр Шаргей) — український вчений-винахідник, один з піонерів ракетної техніки й теорії космічних польотів;
- Орест Левицький — академік АН УРСР;
- Михайло Остроградський — математик;
- Володимир Пічета — академік АН СРСР;
- Лев Падалка — український статистик, історик, археолог, етнограф, краєзнавець, громадський діяч;
- Григорій Сковорода — український філософ і поет;
- Олександр Щербань — український вчений у галузі гірничої теплофізики і організатор науки, дійсний член АН УРСР, Заслужений діяч науки і техніки УРСР, Лауреат Державної премії СРСР.
- Володимир Грінченко — український археолог, музеєзнавець.

### Військові діячі
- Микола Божинський-Божко  — герой бою під Крутами;
- Петро Дяченко  — український військовий діяч;
- Олександр Засядько — вчений у галузі ракетної справи, генерал-лейтенант;
- Петро Капцевич — генерал від інфантерії, Тобольський і Томський генерал-губернатор, з роду Копцевичів;
- Дмитро Неверовський — військовий діяч, герой франко-російської війни 1812, генерал-майор;
- Іван Паскевич — російський військовий діяч українського походження, генерал-фельдмаршал (з 1829 року), граф Єреванський (з 1828 року), найясніший князь Варшавський (з 1831 року), активний учасник придушення Листопадового повстання в Польщі (1830—1831);
- Василь Пащенко — генеральний значковий Армії Української Держави;
- Євген Пащенко — військовий діяч Армії Української Держави;
- Іван Пащенко — генерал-хорунжий Армії Української Держави;
- Олексій Пащенко — військовий діяч Російської імперії, генерал-майор артилерії;
- Симон Петлюра — Головний Отаман Армії УНР, Голова Директорії УНР;
- Павло Скоропадський — гетьман Української Держави, своє дитинство провів на Полтавщині;
- Василь Совачів — генерал-хорунжий Армії УНР, військовий лікар, громадський діяч.

### Декабристи та інші громадські діячі
З Полтавщиною пов'язане життя деяких декабристів: братів Сергія, Матвія та Іполіта Муравйових-Апостолів, Миколи Лорера, Михайла Луніна, Якова Драгоманова, Івана Шимкова, Якова Андрієвича.
Кілька декабристів у різний час служили у військових частинах, дислокованих на Полтавщині: Бестужев-Рюмін Михайло Павлович, Бечаснов Володимир Олександрович, Вадковський Федір Федорович, Горбачевський Іван Іванович, з дворян Полтавської губернії Микола Лісовський. Уродженцями Полтавської області були члени Союзу благоденства брати Капніст Олексій Васильович і Капніст Семен Васильович.
На Полтавщині народилася Софія Миколаївна Присецька (1856–1892) — революціонерка-народниця, одна з лідерів «Південно-російського робітничого союзу». Загинула на каторзі в Сибіру. Мати академіка Олександра Богомольця (1881–1946), прапрабабуся доктора Ольги Богомолець (нар. 1966) — заслуженої лікарки України, засновниці історико-культурного комплексу «Замок Радомисль».
З Полтавщиною пов'язані різні періоди життя і творчості Тараса Шевченка, композитора Михайла Калачевського, поетеси Лесі Українки, художників і архітекторів Сергія Васильківського, Василя Кричевського, Опанаса Сластіона, російського актора Михайла Щепкіна, російських письменників Івана Буніна, Максима Горького і Володимира Короленка, грецьких вчених-енциклопедистів Євгенія Булгаріса і Никифора Феотокі, чеського композитора Алоїза Єдлічки, грузинського поета Давида Гурамішвілі, ліванського письменника, перекладача і громадського діяча Михайла Нуайме, російських художників — Григорія Мясоєдова і його сина Івана Мясоєдова; вчених — математика Франца Симашка, ґрунтознавця Василя Докучаєва, природознавців Миколи Вавилова, Володимира Вернадського, російського хірурга Миколи Скліфосовського, вченого-лікаря О. Ф. Мальцева, фізика 3інаїди Авксентьєвої, географа, методиста Леоніда Булави, письменника Василя Еллана-Блакитного, єврейського письменника Шолом-Алейхема, письменника і кінорежисера Олександра Довженка, української письменниці Любові Яновської та інших.
На Полтавщині встановлені пам'ятники та меморіальні дошки історичним діячам, представникам вітчизняної науки, культурним діячам, учасникам національно-визвольної боротьби 1917—1921 років, радянсько-німецької війни.